# Cyathea latebrosa
Cyathea latebrosa är en ormbunkeart som först beskrevs av Nathaniel Wallich och William Jackson Hooker, och fick sitt nu gällande namn av Edwin Bingham Copeland. Cyathea latebrosa ingår i släktet Cyathea och familjen Cyatheaceae. Utöver nominatformen finns också underarten C. l. indusiata.